# Зинченко, Рена Абульфазовна
Рена Абульфазовна Зинченко (род. 23 июня 1963 года) — российский учёный-генетик, член-корреспондент РАН (2022).
Заместитель директора по научно-клинической работе Медико-генетического научного центра имени академика Н. П. Бочкова, заведующая лабораторией генетической эпидемиологии, ученый секретарь диссертационного совета МГНЦ.
В 2022 году — избрана членом-корреспондентом РАН от Отделения медицинских наук.

## Научная деятельность
Специалист в области фундаментальной и прикладной медицинской генетики.
Автором/соавтор более 760 публикаций том числе 430 статей в рецензируемых изданиях, 9 монографий и глав в монографиях, 10 учебных и учебно-методических пособий, 2 патентов, 6 баз данных, 3 медицинских технологий. Индекс Хирша РИНЦ — 25, Scopus — 10, WoS — 10.

## Награды
- Заслуженный деятель науки Российской Федерации (2020)[1]
- Премия имени С. Н. Давиденкова РАМН (2000) — за цикл работ «Эпидемиология наследственных болезней в некоторых популяциях России»
- Почётная грамота Российской академии медицинских наук (2009) — «За плодотворный труд по развитию медицинской науки и здравоохранения»
- Почётная грамота Министерства образования РФ (2016)